# Vijnana
Vijñāna (sanskrit; pali: viññāṇa) ist ein Begriff der buddhistischen Philosophie. Das Konzept der Vijnanas in ihrem Zusammenwirken beschreibt im Abhidharma ein buddhistisches Modell des Geistes.

## Das Konzept der Vijnanas
Ganz allgemein meint Vijnana das relative, auf die Welt bezogene Wissen, welches durch die geistige Aktivität des Bewusstseins entsteht. Vi- bedeutet trennen, was zum Ausdruck bringen soll, dass Vijnana ein von der erleuchteten Sicht getrenntes Bewusstsein ist. Vijnana wird aber auch synonym zu Citta (Geist oder Bewusstsein) gebraucht.
Wenn von Vijnanas gesprochen wird, ist manchmal von fünf, manchmal von sechs, sieben oder acht Vijnanas die Rede. Das hängt davon ab ob Klistavijnana, Alayavijnana und Manovijnana sowie Chaittadharmas, also der „mentale Sinn“, mit in die Aufzählung einbezogen werden.

## Fünf bzw. sechs Vijnanas
Die grundlegenden fünf Vijnanas stehen für die fünf Ströme der Sinnesorgane (Perzeptionen), also die durch die Sinnesströme entstehenden Wahrnehmungen. Als sechsten Strom wird im Abhidharma das Geistbewusstsein gezählt, das die Chaittadharmas enthält. Hierzu zählen beispielsweise Gedankenmuster, Erinnerungen, Interpretationen, Vorstellungen, Konzepte und Emotionen. Das wären dann sechs Vijnanas.
Vijnana ist ausschließlich das Bewusstsein des unerleuchteten Menschen, daher ist es ein dualistisches, gebrochenes Bewusstsein. Einerseits ist es kein absolut klares Bewusstsein, andererseits auch kein absolutes Un-Bewusstsein, eher ein vages Bewusstsein. Es erkennt bestimmte Dinge nicht und hat somit eine eingeschränkte Sicht.
Weiterhin darf Vijnana nicht als ein Organ oder Ort im Geist verstanden werden, sondern muss als geistige Aktivität begriffen werden. Es bezeichnet die Art und das Ausmaß unseres Bewusstwerdens der Phänomene, wie sie sich in den sechs Erfahrungsströmen manifestieren.

## Klistavijnana
Das Klista- oder Kleshavijnana („vergiftetes Bewusstsein“) wird auch als siebentes Vijnana gesehen. In dieser Bewusstseinsaktivität verschmelzen die mentalen Phänomene unbewusst mit den Perzeptionen der fünf Sinnesorgane. Das Endergebnis ist ein gewöhnliches Bewusstsein, die gewohnte Geistestätigkeit. Diese ist fast ständig von Täuschungen geprägt. Da das Klistavijnana nicht zwischen geistigen Phänomenen und Perzeptionen unterscheiden kann, hat es kein Prajna.
Es erkennt nicht und kann nicht unterscheiden in welchem Maße unser Bewusstseinsinhalt das Produkt unserer Einbildungskraft ist und nimmt es daher als Realität. Das Klistavijnana ist bewusst aber nicht wach und konzentriert sich auf die Wolkenformationen der dualistischen Gedanken, Bilder und die Phänomene mentalen Ursprungs. Hierdurch bleibt die Erfahrungswelt der Sinne im geistigen Nebel („cloudy mind“), also verhüllt.
Ein weiterer Aspekt des Klistavijnana besteht darin, dass es sich als Entität erlebt, die als das Ich erlebt und benannt wird. Es stellt sich den äußeren Objekten gegenüber, die es aus dem Geistesstrom formt. Es wird ein „Ich hier“ und „das dort“ geformt und einander gegenübergestellt, und beides als Realität angesehen, obwohl beides ausschließlich eine imaginäre Existenz besitzt, die nur innerhalb unseres Geistesstromes existiert.

## Alayavijnana
Als Quelle der Täuschungen wird das Alayavijnana (Speicherbewusstsein) gesehen, das auch als achtes Vijnana bezeichnet wird. Es enthält alle mentalen Reaktions- und Gewohnheitsmuster, die sich in unserer Erfahrungswelt gebildet haben. Diese werden aktiviert durch die Erfahrungen eines bestimmten Momentes.
Hierbei können sich zwei Wege ergeben: Wenn neue Erfahrungen sich mit den gespeicherten Erinnerungen und Reaktionsmustern als Bausteine des Klistavijnana für seine Konstruktion der Wirklichkeit verbinden wird das Material noch tiefer im Alayavijnana verankert, es entsteht Samsara.
Werden jedoch die aktivierten Muster als das gesehen, was sie sind, eine Schöpfung des „Geistes“ bzw. der geistigen Prozesse ohne Wirklichkeitswert, so verlieren sie ihre Kraft. Es besteht keine Bindung mehr an diese Muster, so dass sie sich nicht erneut im Alayavijnana verankern können. Dies führt zum Manovijnana.

## Manovijnana
Das Manovijnana ist das Bewusstsein (besser Bewusstwerden) für die sich im Geistesstrom manifestierenden Phänomene. Anders ausgedrückt erfüllt es auch die Funktion, die Phänomene des Geistesstromes in ihrem Zusammenhang zu erkennen. Wenn es nicht durch unbewusste Einflüsse aus geistigen Quellen verklärt ist, kann es auch die Funktion der Achtsamkeit erfüllen. Die aktivierten Muster werden dann als das gesehen, was sie sind, eine Schöpfung des Geistes bzw. der geistigen Prozesse, ohne Wirklichkeitswert. In diesem Falle verlieren sie ihre Wirkung. Der Mensch ist nicht mehr an sie gebunden und es findet keine erneute Verankerung im Geist statt.
Seinem Wesen nach ist das Manovijnana zwar klar, bleibt aber dennoch dualistisch.
Manovijnana und Klistavijnana sind zwei Funktionsweisen des Bewusst-Seins. Sie werden mit dem Bild eines Spiegels verglichen. Das Manovijnana sieht den Nebel, den das Klistavijnana über unser Erfahrungsfeld legt. Hier ist der Spiegel klar und unverhüllt. Das Klistavijnana hingegen sät Verwirrung und lässt den Menschen im Nebel umherirren, der Spiegel in diesem Vergleich wäre verunreinigt.
Das Geistestraining, welches zum erwachten Geist führt, versetzt den Übenden in die Lage, die Wirklichkeit klar zu sehen, was zu einer 180-Grad Wende seiner Weltsicht führt.